# Filellum disaggregatum
Filellum disaggregatum är en nässeldjursart som beskrevs av Peña-Cantero, García-Carrascosa och Vervoort 1998. Filellum disaggregatum ingår i släktet Filellum och familjen Lafoeidae. Inga underarter finns listade i Catalogue of Life.